# Troglocubanus eigenmanni
Troglocubanus eigenmanni is een garnalensoort uit de familie van de Palaemonidae. De wetenschappelijke naam van de soort is voor het eerst geldig gepubliceerd in 1903 door Hay.